# 埃爾克霍恩 (愛荷華州)
埃爾克霍恩（英語：Elk Horn）是一個位於美國愛荷華州謝爾比縣的城市。

## 地理
埃爾克霍恩的座標為41°35′34″N 95°03′55″W / 41.59278°N 95.06528°W，而該地的平均海拔高度為410米（即1345英尺）。

## 人口
根據2010年美國人口普查的數據，埃爾克霍恩的面積為1.99平方千米，當中陸地面積為1.99平方千米，而水域面積為0.00平方千米。當地共有人口662人，而人口密度為每平方千米332人。